# Андреєв Яків Дмитрович
Яків Дмитрович Андреєв (нар. 20 жовтня 1871 — пом. ?) — російський гравер, академік Петербурзької академії мистецтв з 1911 року.

## Біографія
Народився 8 [20] жовтня 1871 року. Протягом 1887—1893 років навчався в Петербурзькій академії мистецтв, у класі батального живопису. У 1891 та 1892 роках нагороджувався заохочувальними медалями. 1893 року отримав звання некласного художника. У 1898—1899 роках, як вільний слухач, відвідував заняття у Вищому художньому училищі живопису, скульптури та архітектури при Петербурзькій академії мистецтв, де займався гравюрою під керівництвом Василя Мате. Упродовж 1901—1906 років обіймав посаду помічника інспектора при Вищому художньому училищі, з 1906 року — посаду інспектора. Жив у Санкт-Петербурзі.

## Творчість
Працював як портретист. У 1900-х роках виконав гравіровані портрети Богдана Віллевальде, Петра Клодта, Федора Прянішнікова, Миколи Уткіна, Петра Чайковського, Павла Чистякова, Тараса Шевченка, також композиції «Перевезення жорен», «Відправлення на війну» та багато інших. 1911 року твори художника експонувалися на виставці в Римі.